# Gerardo Diego

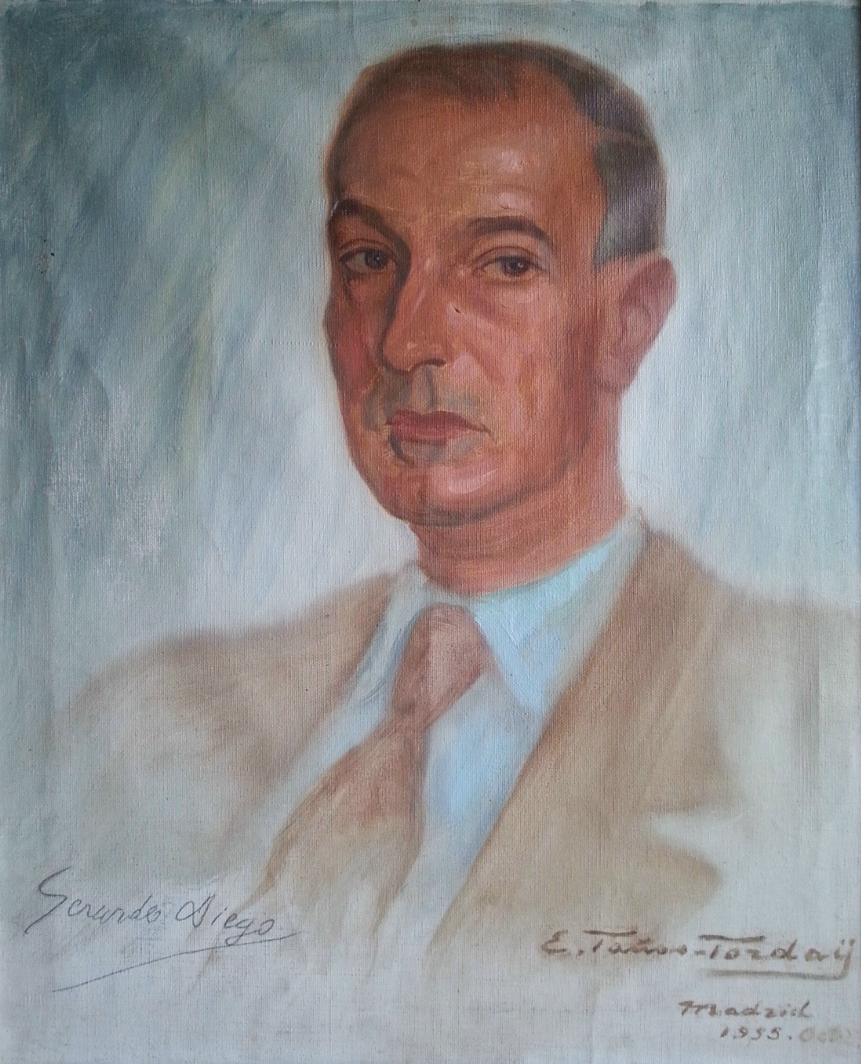
Gerardo Diego

Gerardo Diego Cendoya (Santander, Cantàbria, 3 d'octubre de 1896 – Madrid, 8 de juliol de 1987) va ser un poeta i escriptor espanyol pertanyent a l'anomenada Generació del 27.

## Biografia
Va néixer el 3 d'octubre de 1896 a Santander. Va ser alumne de la Universitat de Deusto on va estudiar la carrera de Filosofia i Lletres, i on va conèixer a qui seria després un amic essencial en la seva vida literària, Juan Larrea. Finalitzada la carrera, es va doctorar en Madrid. Des de 1920 va ser catedràtic de Llengua i Literatura en instituts de Sòria, Gijón, Santander i Madrid. A Santander va dirigir dos de les més importants revistes del 27, Lola i Carmen. Va ser un dels principals seguidors de l'avantguarda poètica espanyola, i en concret de l'ultraisme i del creacionisme. El 1925 va obtenir el Premi Nacional de Literatura.
Va elaborar les dues versions de la famosa Antologia de poesia que va donar a conèixer als autors de la Generació del 27. Com a professor, va donar cursos i conferències per tot el món. Va ser a més crític literari, musical i taurí i columnista en diversos periòdics. Es va casar l'any 1934, i a l'any següent es trasllada com a catedràtic a l'Institut de Santander. La seva tasca poètica se segueix completant amb els seus estudis sobre diferents temes, aspectes i autors de la literatura espanyola, amb la seva labor de conferenciant i la seva destacada crítica musical, realitzada des de diferents periòdics.
La Guerra Civil esclata quan es troba de vacances a Lòrp e Senta Aralha (França). A diferència de gran part dels seus companys, Gerardo Diego va prendre partit pel bàndol revoltat i va romandre, per tant, a Espanya en finalitzar la mateixa. Finalitzada la contesa, es trasllada a l'Institut Beatriz Galindo de Madrid, en el qual romandria fins a la seva jubilació. Durant la guerra i la postguerra, són a més freqüents en l'obra de Diego els poemes polítics en defensa dels revoltats i dels voluntaris falangistes de la Divisió Blava.
Des de 1947 va ser membre de la Reial Acadèmia Espanyola. El 1956 obté el Premi Nacional "José Antonio Primo de Rivera" per la seva obra "Paisaje con Figuras". El 1979, se li va concedir el Premi Cervantes, el qual curiosament va resultar ser l'única vegada en què es va premiar a dues persones en un mateix any (l'altre premiat va ser l'argentí Jorge Luis Borges). Va morir el 8 de juliol de 1987 a Madrid als 90 anys.

## Poètica
Va representar l'ideal del 27 en alternar amb mestratge la poesia tradicional i l'avantguardista, de la qual es va convertir en un dels màxims exponents durant la dècada dels anys vint. La seva obra poètica segueix, doncs, aquestes dues línies.
És de destacar la influència de Gerardo Diego en altres figures de rellevància tant en l'àmbit nacional com a regional. Destaca entre els seus seguidors la poeta càntabra Matilde Camus, de qui en fou professor en l'Institut de Santa Clara a Santander. Gerardo Diego va enviar el 1969 una poesia el títol de la qual és Canción de corro per al pròleg del primer llibre de Matilde Camus titulat Voces i que va ser donat a conèixer a l'Ateneo de Madrid. Així mateix, aviat es publicarà la correspondència que va mantenir amb Matilde Camus.
La seva poesia tradicional comprèn poemes de cort tradicional i classicista, on recorre amb freqüència al romanç, a la desena i al sonet. Els temes són molt variats: el paisatge, la religió, la música, els toros, l'amor, etc. És seu el considerat per molts el millor sonet de la literatura espanyola, El ciprés de Silos, així com d'altres poemes importants com a Nocturno, Las tres hermanas o El adiós.
La seva inclinació pel nou art d'avantguarda li porta a iniciar-se primer en el creacionisme. La falta de signes de puntuació, la disposició dels versos, els temes intranscendents i les extraordinàries imatges caracteritzen aquesta poesia.
És enterrat al cementiri de Pozuelo de Alarcón (Madrid).

## Obra poètica
- El romancero de la novia, Santander, Imp. J. Pérez, 1920.
- Imagen. Poemas (1918–1921), M., Gráfica de Ambos Mundos, 1922.
- Soria. Galería de estampas y efusiones, Valladolid, Libros para amigos, 1923.
- Manual de espumas, M., Cuadernos Literarios (La Lectura), 1924.
- Versos humanos, M., Renacimiento, 1925 (Premi Nacional de Literatura 1924-1925).
- Viacrucis, Santander, Talleres Aldus, 1931.
- Fábula de Equis y Zeda, México, Alcancía, 1932.
- Poemas adrede, México, Alcancía, 1932.
- Ángeles de Compostela, M., Patria, 1940 (nueva versión completa: M., Giner, 1961).
- Alondra de verdad, M., Escorial, 1941.
- Primera antología de sus versos, M., Espasa-Calpe, 1941.
- Romances (1918–1941), M., Patria, 1941.
- Poemas adrede, M., Col. Adonais, 1943 (Edición completa).
- La sorpresa, M., CSIC, 1944.
- Hasta siempre, M., Mensajes, 1948.
- La luna en el desierto, Santander, Vda F. Fons, 1949.
- Limbo, Las Palmas de Gran Canaria, El Arca, 1951.
- Visitación de Gabriel Miró, Alicante, 1951.
- Dos poemas (Versos divinos), Melilla, 1952.
- Biografía incompleta, M., Cultura Hispánica, 1953 (Ilustraciones de José Caballero. 2ª edición con nuevos poemas: M., Cultura Hispánica, 1967).
- Segundo sueño (Homenaje a Sor Juana Inés de la Cruz), Santander, Col. Tito Hombre, 1953 (Xilografías de Joaquín de la Fuente).
- Variación, M., Neblí, 1954.
- Amazona, M., Ágora, 1956.
- Égloga a Antonio Bienvenida, Santander, Ateneo, 1956.
- Paisaje con figuras, Palma, Papeles de Sons Armadans, 1956 (Premi Nacional de Literatura).
- Amor solo, M., Espasa-Calpe, 1958 (Premio Ciudad de Barcelona 1952).
- Canciones a Violante, M., Punta Europa, 1959.
- Glosa a Villamediana, M., Palabra y Tiempo, 1961.
- La rama, Santander, La isla de los ratones, 1961.
- Mi Santander, mi cuna, mi palabra, Santander, Diputación, 1961.
- Sonetos a Violante, Sevilla, La Muestra, 1962.
- La suerte o la muerte. Poema del toreo, M., Taurus, 1963.
- Nocturnos de Chopin, M., Bullón, 1963.
- El jándalo (Sevilla y Cádiz), M., Taurus, 1964.
- Poesía amorosa 1918–1961, B., Plaza y Janés, 1965.
- El Cordobés dilucidado y vuelta del peregrino, M., Revista de Occidente, 1966.
- Odas morales, Málaga, Librería Anticuaria El Guadalhorce, 1966.
- Variación 2, Santander, Clásicos de Todos los Años, 1966.
- Segunda antología de sus versos (1941–1967), M., Espasa-Calpe, 1967.
- La fundación del querer, Santander, La isla de los ratones, 1970.
- Versos divinos, M., Alforjas para la poesía española (Fundación Conrado Blanco), 1971.
- Cementerio civil, B., Plaza y Janés, 1972.
- Carmen jubilar, Salamanca, Álamo, 1975.
- Cometa errante, B., Plaza y Janés, 1985.
- Decir de La Rioja, Biblioteca Gonzalo de Berceo.